# Омінеліт
Омінеліт (англ. ominelite) — мінерал класу силікатів, групи острівних силікатів з додатковими тетраедрами.

## Загальний опис
Хімічна формула: Fe2+Al3O2(BO3)SiO4. Містить (%): SiO2 — 19,34; B2O3 — 10,91; Al2O3 — 48,85; FeO — 19,37; MgO — 1,33. Сингонія ромбічна. Густина — 3,16. Твердість 7. Крихкий. Колір синій. Риса синя. Блиск скляний. Напівпрозорий, прозорий. Крихкий. Спайності немає. Генезис магматичний. Акцесорний мінерал, який утворюється у гранітах та гранодіоритах з високим вмістом оксиду алюмінію. Основна знахідка: гора Оміна (префектура Нара, Японія). Назва від місцевості, де був знайдений.